# Малек (винный двор)
Винный двор Малек — историческое здание в Исфахане, Иран. Здание было конфисковано в качестве уплаты налогов в эпоху правления Надир-шахa и в течение долгого времени являлось частью недвижимости, принадлежащей богатому исфаханскому горожанину Хаджи Мохаммаду Ибрагим-хану. Во время правления Насреддин-шахa было конфисковано шахом. Наследники Насреддин-шаха объявили его государственной собственностью, управление им было передано исфаханскому градоначальнику, а доход от здания стал поступать в государственную казну.
Некоторые участки виноградника и зданий винного двора были уничтожены в 1963 году по мере развития и расширения города; до наших дней сохранились центральный внутренний двор, богато украшенный зеркалами и плиткой, и столовая с массивными расписными колоннами. В настоящее время винный двор Малке используется как хусейния, а для его посещения требуется специальное разрешение.